# Margit Carstensen
Margit Carstensen (Kiel, 29 febbraio 1940 – Heide, 1º giugno 2023) è stata un'attrice tedesca di cinema e teatro, nota in Italia soprattutto per l'interpretazione del film Le lacrime amare di Petra von Kant di Rainer Werner Fassbinder.

## Teatro
Nata e cresciuta a Kiel e figlia di un medico, nel 1958, dopo avere concluso gli studi al ginnasio locale, si iscrive ad una scuola di recitazione ad Amburgo. È grazie a questa esperienza formativa che nel periodo 1959-1964 appare in numerosi lavori teatrali tra Kleve, Heilbronn, Münster e Braunschweig. Nel 1965 ottiene una scrittura di quattro anni con il Deutsches Schauspielhaus di Amburgo, dove interpreta diversi ruoli principali in opere di Osborne e Lope de Vega. Nel 1969 è scritturata dal Theater am Goetheplatz a Brema, dove conosce Rainer Werner Fassbinder.
È sotto la sua direzione che acquista popolarità nazionale in Germania, interpretando La bottega del caffè di Goldoni, registrato per la televisione e trasmesso nel 1970). Sempre con Fassbinder interpreta dapprima il ruolo intenso di Geesche Gottfried nella piece teatrale Libertà a Brema, registrata per la televisione nel 1972, e poi il ruolo di Nora Helmer, la protagonista, in Casa di bambola di Henrik Ibsen, trasmesso per la tv tedesca nel 1974, nell'adattamento sempre di Fassbinder.
Tra il 1973 e il 1976, lavora stabilmente a Darmstadt, nel locale Stabile teatrale, e tra il 1976 e il 1977 ad Amburgo. Nel 1977 si trasferisce a Berlino dove lavora presso lo Schauspielbühnen Staatliche.
Nel 1982 si trasferisce a Stoccarda, dove è scritturata dal regista Hansgünther Heyme, che la dirige in diverse opere. Dalla fine degli anni 1980 collabora con moltissimi registi tedeschi come Werner Schroeter, Christoph Schlingensief e Leander Haussmann. Nel 1995 segue Haußmann a Bochum, dove inizia a collaborare con lui in maniera stabile. Nel 2003 è al Burgtheater di Vienna in Bambiland, sotto la direzione di Schlingensief. Nel 2008 è protagonista nella Schauspielhaus di Bochum (Playhouse Bochum), in Come vi piace di Shakespeare.

## Cinema
Nota in Italia per avere interpretato nel 1972 Le lacrime amare di Petra von Kant, film di Rainer Werner Fassbinder tratto dalla omonima piece teatrale, interpreta tra il 1972 e il 1979 sei film di Rainer Werner Fassbinder, sempre con ruoli da protagonista. Da ricordare nel 1974 Martha (film realizzato per la tv) e Effi Briest, tratto dall'omonimo romanzo di Fontane, nel 1976 Roulette cinese e Nessuna festa per la morte del cane di Satana e nel 1979 La terza generazione.
Il ruolo di Petra von Kant le frutta nel 1973 il Gold Film Award per la migliore interpretazione femminile. Nel 1980 appare in Berlin Alexanderplatz dello stesso Fassbinder dal romanzo di Alfred Doblin. Nel 1981 appare nel film di Andrzej Zulawski Possession con Isabelle Adjani e Sam Neill e nel 1991 in alcuni episodi della serie tv L'ispettore Derrick che le danno la popolarità in Germania presso il grande pubblico. Nel 1985 è diretta dalla regista polacca Agnieszka Holland in Raccolto amaro, interpretato da Armin Mueller-Stahl, film che fu candidato dalla Academy Award come miglior film in lingua straniera.
Dalla collaborazione con Christoph Schlingensief nascono due dei suoi film più interessanti: nel 1989, Adolf Hitler - A Hundred Years: The Last Hours in the Führer's Bunker dove interpreta il ruolo di Magda Goebbels e nel 1992 Terror 2000: Intensive Care Germany. Più recentemente è apparsa esclusivamente in produzioni dirette da registi tedeschi come Leander Haußmann (Sonnenallee, 1999); Romuald Karmakar (Manila, 2000); Chris Kraus (Scherbentanz, 2002, per cui ha vinto il premio come Migliore attrice della Bavarian Film Award); Oskar Roehler (Agnes and His Brothers, 2004) e Detlev Buck (Hands off Mississippi, 2007).

## Premi
Nel 1973 è premiata con il Film Awards tedesco (Gold), per il ruolo di Petra in Le lacrime amare di Petra von Kant di Rainer Fassbinder.
Nel 2002 ottiene il Baviera Film Award, per la sua interpretazione in Scherbentanz.
Nel 1972 è stata scelta dalla Gilda tedesco Film Critics come miglior attrice dell'anno.

## Filmografia
- Il caffè (Das Kaffeehaus), regia di Rainer Werner Fassbinder - film tv (1970)
- Il viaggio a Niklashausen (Die Niklashauser Fart), regia di Rainer Werner Fassbinder - film tv (1970)
- Die Ahnfrau - Oratorium nach Franz Grillparzer, regia di Peer Raben - film tv (1971)
- Le lacrime amare di Petra von Kant (Die bitteren tranen der Petra von Kant), regia di R.W. Fassbinder (1972)
- La libertà di Brema (Bremer Freiheit), regia di Rainer Werner Fassbinder – film TV (1972)
- Otto ore non sono un giorno (Acht Stunden sind kein Tag) – miniserie TV (1972)
- La tenerezza del lupo (Die Zärtlichkeit der Wölfe), regia di Ulli Lommel (1973)
- Il mondo sul filo (Welt am Draht), regia di R.W. Fassbinder) – film TV (1973)
- Nora Helmer, regia di Rainer Werner Fassbinder - film tv (1974)
- Martha, regia di Rainer Werner Fassbinder - film tv (1974)
- Il viaggio in cielo di mamma Kusters (Mutter Küsters fahrt zum Himmel), regia di R.W. Fassbinder (1975)
- Paura della paura (Angst vor der Angst), regia di Rainer Werner Fassbinder – film tv (1975)
- Nessuna festa per la morte del cane di Satana (Satansbraten), regia di R.W. Fassbinder (1976)
- Roulette cinese (Chinesisches Roulette), regia di R.W. Fassbinder (1976)
- Adolf e Marlene, regia di Ulli Lommel (1977)
- Donne a New York (Frauen in New York), regia di Rainer Werner Fassbinder – film TV (1977)
- Spiel der Verlierer, regia di Christian Hohoff (1978)
- La terza generazione (Die dritte generation), regia di R.W. Fassbinder (1979)
- Kalte Heimat, regia di Werner Schaefer, Peter F. Steinbach - film tv (1979)
- Berlin Alexanderplatz, regia di R.W. Fassbinder – miniserie TV (1980)
- Possession, regia di Andrzej Żuławski (1981)
- Liebeskonzil, regia di Werner Schroeter (1982)
- Die wilden Fünfziger , regia di Peter Zadek (1983)
- Raccolto amaro (Bittere Ernte), regia di Agnieszka Holland (1985)
- 100 Jahre Adolf Hitler - Die letzte Stunde im Führerbunker, regia di Christoph Schlingensief (1989)
- Untergrund , regia di Gerd Haag – film TV (1989)
- L'ispettore Derrick (Derrick) - Serie tv, episodio Wer bist du, Vater?, regia di Helmuth Ashley (1991)
- Terror 2000 - Intensivstation Deutschland, regia di Christoph Schlingensief (1994)
- Anwalt Abel - Serie tv, episodio Das schmutzige Dutzend, regia di Josef Rödl (1997)
- Die 120 Tage von Bottrop, regia di Christoph Schlingensief (1997)
- Gesches Gift, regia di Walburg von Waldenfels (1997)
- Feuerreiter, regia di Nina Grosse (1998)
- Sonnenallee, regia di Leander Haußmann (1999)
- John Gabriel Borkman, regia di Leander Haußmann - film tv (2000)
- Manila, regia di Romuald Karmakar (2000)
- Der Narr und seine Frau heute Abend in Pancomedia, regia di Matthias Hartmann, Andreas Morell (2002)
- Scherbentanz, regia di Chris Kraus (2002)
- Agnes und seine Brüder, regia di Oskar Roehler (2004)
- Der Hauptmann von Köpenick, regia di Matthias Hartmann - film tv (2005)
- It Is Fine! Everything Is Fine., regia di David Brothers, Crispin Glover (2007)
- Hände weg von Mississippi , regia di Detlev Buck (2007)
- Eine Kirche der Angst vor dem Fremden in mir, regia di Peter Schönhofer (2009)
- Finsterworld, regia di Frauke Finsterwalder (2013)
- Tatort - serie tv, episodio Wofür es sich zu leben lohnt, regia di Aelrun Goette (2016)